# Cerecinos de Campos
Cerecinos de Campos település Spanyolországban,  Zamora tartományban. Cerecinos de Campos Revellinos, Villalobos és Tapioles községekkel határos. Lakosainak száma 234 fő (2024).

## Népesség
A település népessége az utóbbi években az alábbiak szerint változott:
| Lakosok száma | 421  | 396  | 375  | 368  | 336  | 305  | 289  | 259  | 238  | 234  |
|               | 2001 | 2004 | 2007 | 2009 | 2012 | 2014 | 2017 | 2019 | 2022 | 2024 |